# Govard Bidloo

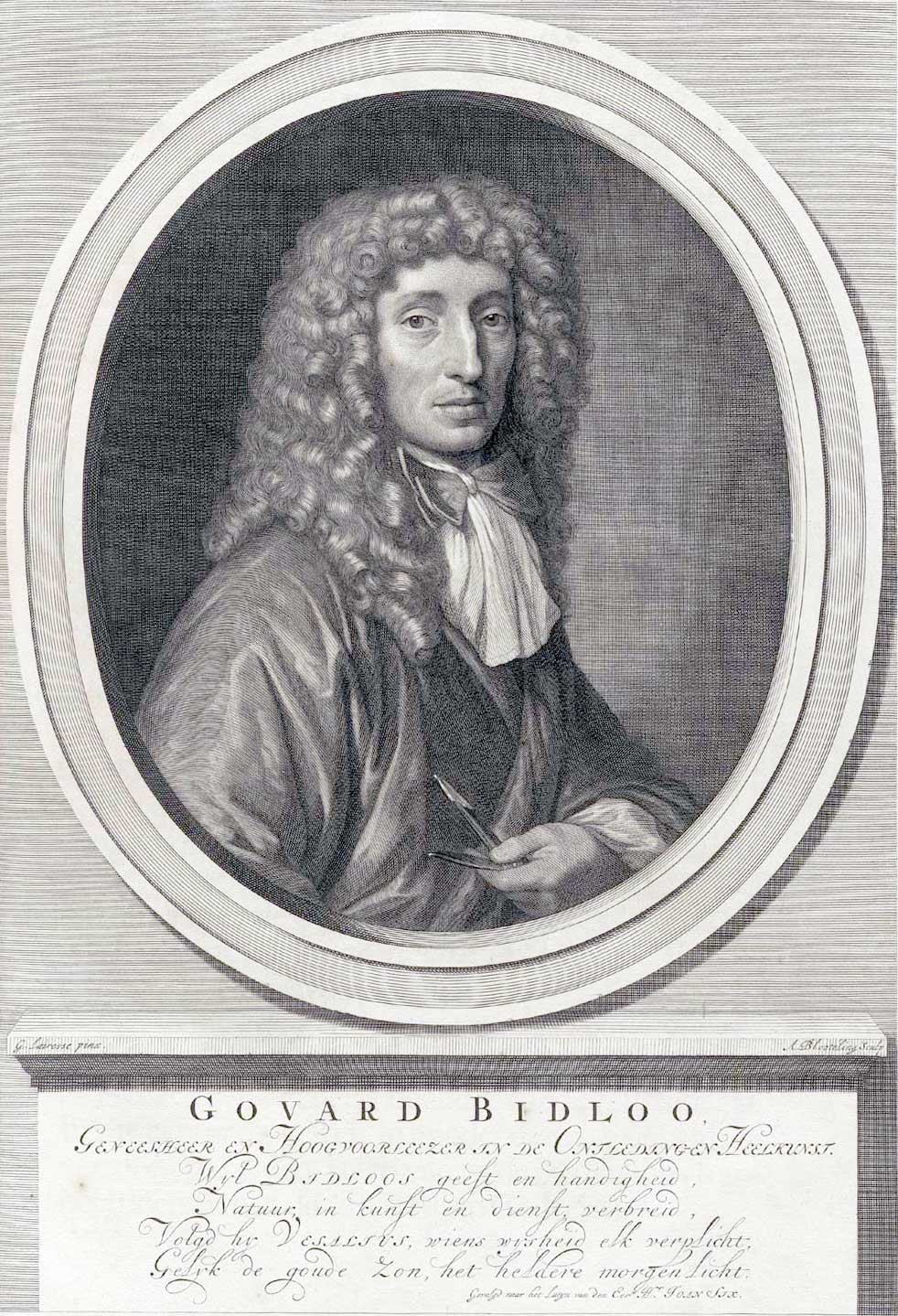
Govard Bidloo (1690)

Govard Bidloo, auch Govert Bidloo, Godefridus Bidloo und Gottfried Bidloo (* 12. März 1649 in Amsterdam; † 30. März 1713 in Leiden) war ein niederländischer Chirurg, Anatom, Hochschullehrer und Leibarzt. In seinen jüngeren Jahren trat er auch als Dichter im Goldenen Zeitalter der Niederlande hervor – von ihm stammt das Libretto zur ersten Oper in niederländischer Sprache. 1685 veröffentlichte er einen anatomischen Atlas. Von 1694 an lehrte er Anatomie und Chirurgie in Leiden. Ab 1695 war er zugleich der Leibarzt von William III. von Oranien-Nassau.

## Leben
Der Sohn eines Apothekers erlernte ab 1670 das Fach Chirurgie in Amsterdam und besuchte Vorlesungen des Anatomen Frederik Ruysch. Anschließend studierte er Medizin in Deutschland und Frankreich sowie in Friesland an der Universität von Franeker, wo er 1682 zum Doktor der Medizin und Chirurgie promoviert wurde.

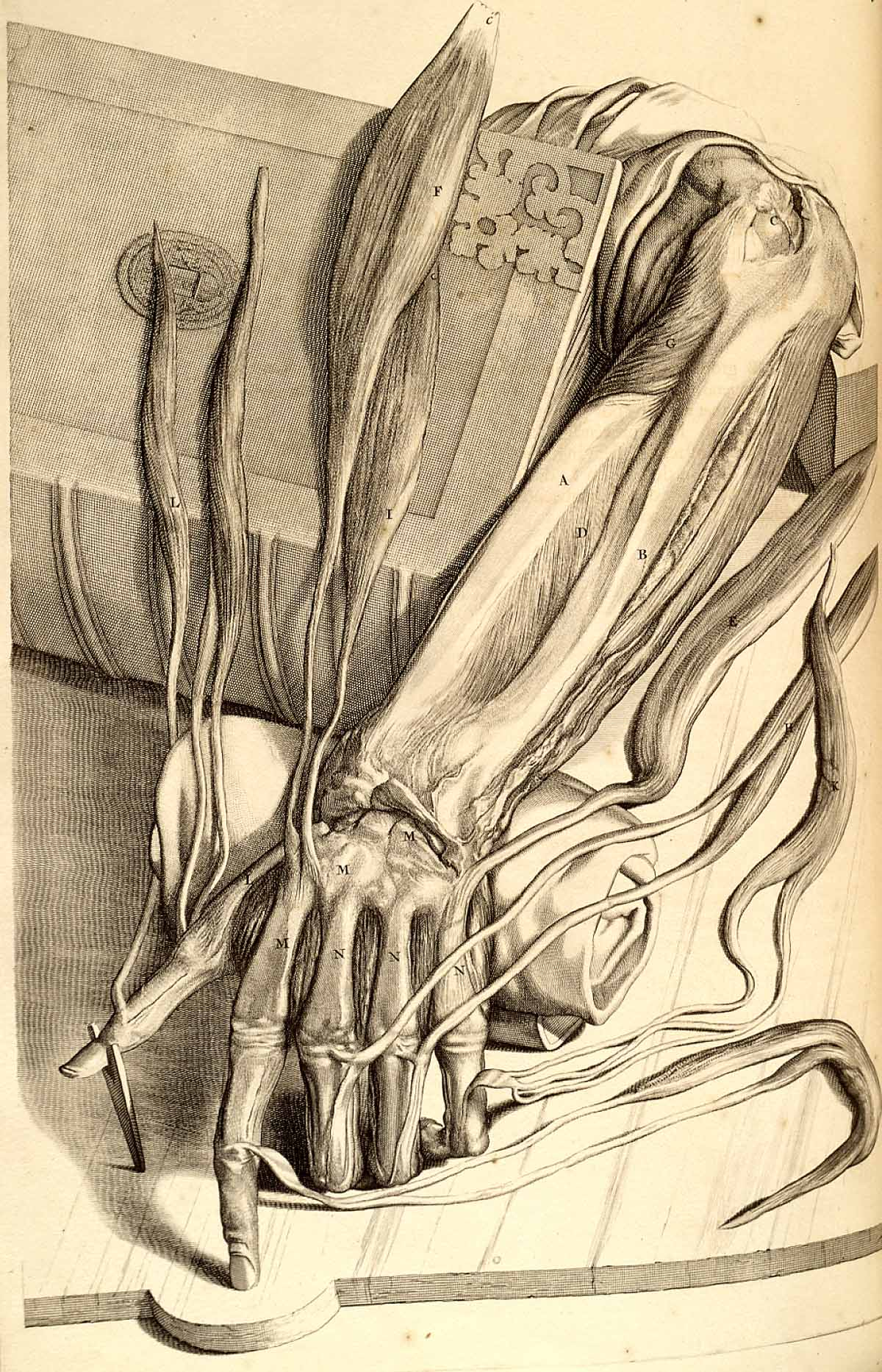
Bildtafel aus dem Anatomie-Atlas (Kupferstich mit Radierung)

1685 veröffentlichte Bidloo einen 1676 begonnenen, in Amsterdam erschienen anatomischen Atlas mit dem Titel Anatomia humani corporis („Anatomie des menschlichen Körpers“), den ersten großformatigen Anatomieatlas, der nach dem Werk von Vesal erschienen ist. Bidloo beschrieb unter anderem die Papillarleisten an den Fingern und leistete damit Pionierarbeit auf dem Weg zur noch heute bedeutsamen Technik des Fingerabdrucks. Revolutionär waren aber vor allem die 105 Bildtafeln, die anatomische Strukturen in bisher unerreichtem Maß detailgetreu und realistisch wiedergaben, hervorragend gezeichnet von Gerard de Lairesse und in Kupferstiche übertragen von Abraham Blooteling. Unter den Abbildungen finden sich etwa solche des Herzens, in dessen Koronararterien Quecksilber und in dessen Koronarvenen Wachs zur besseren Darstellung gespritzt worden war. 1690 folgte die niederländische Ausgabe Ontleding des menschelyken lichaams. Obwohl die Illustrationen gerühmt wurden, war dem Werk kein finanzieller Erfolg beschieden. Der Verleger sah sich gezwungen, die Druckplatten zu verkaufen, um seine Verluste auszugleichen.

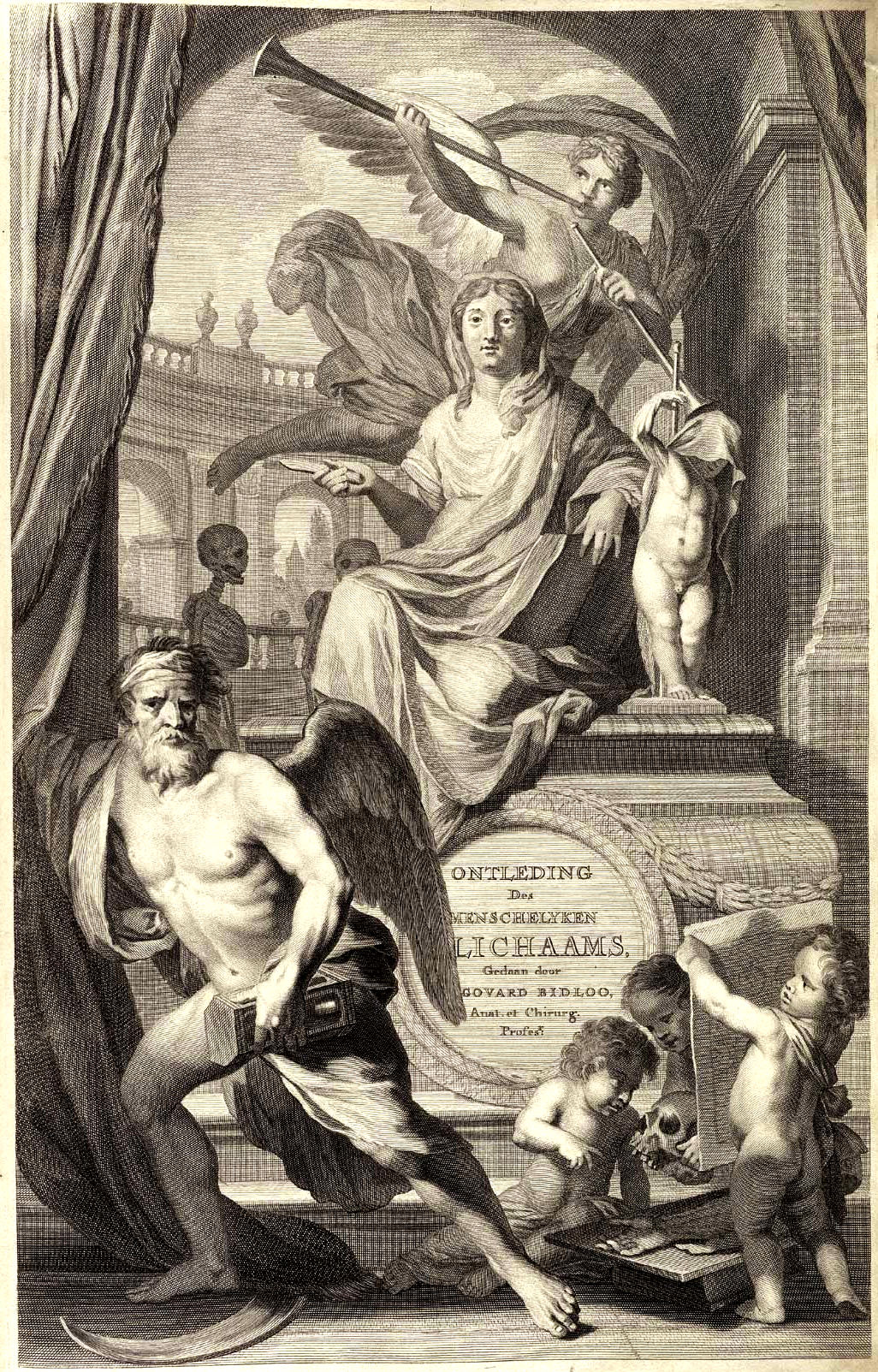
Titelblatt des Anatomie-Atlas (Ausgabe 1690)
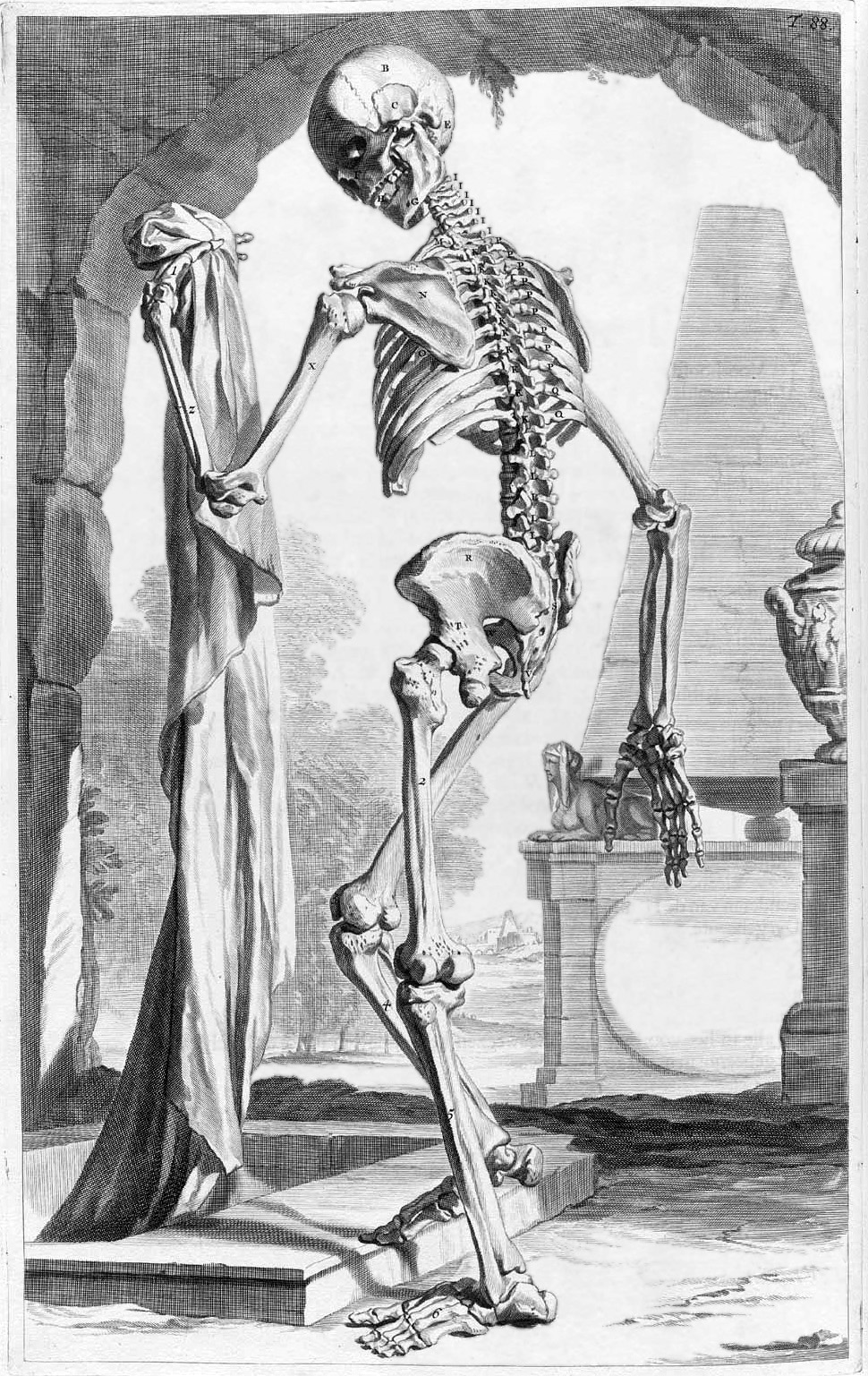
Illustration des menschlichen Skeletts
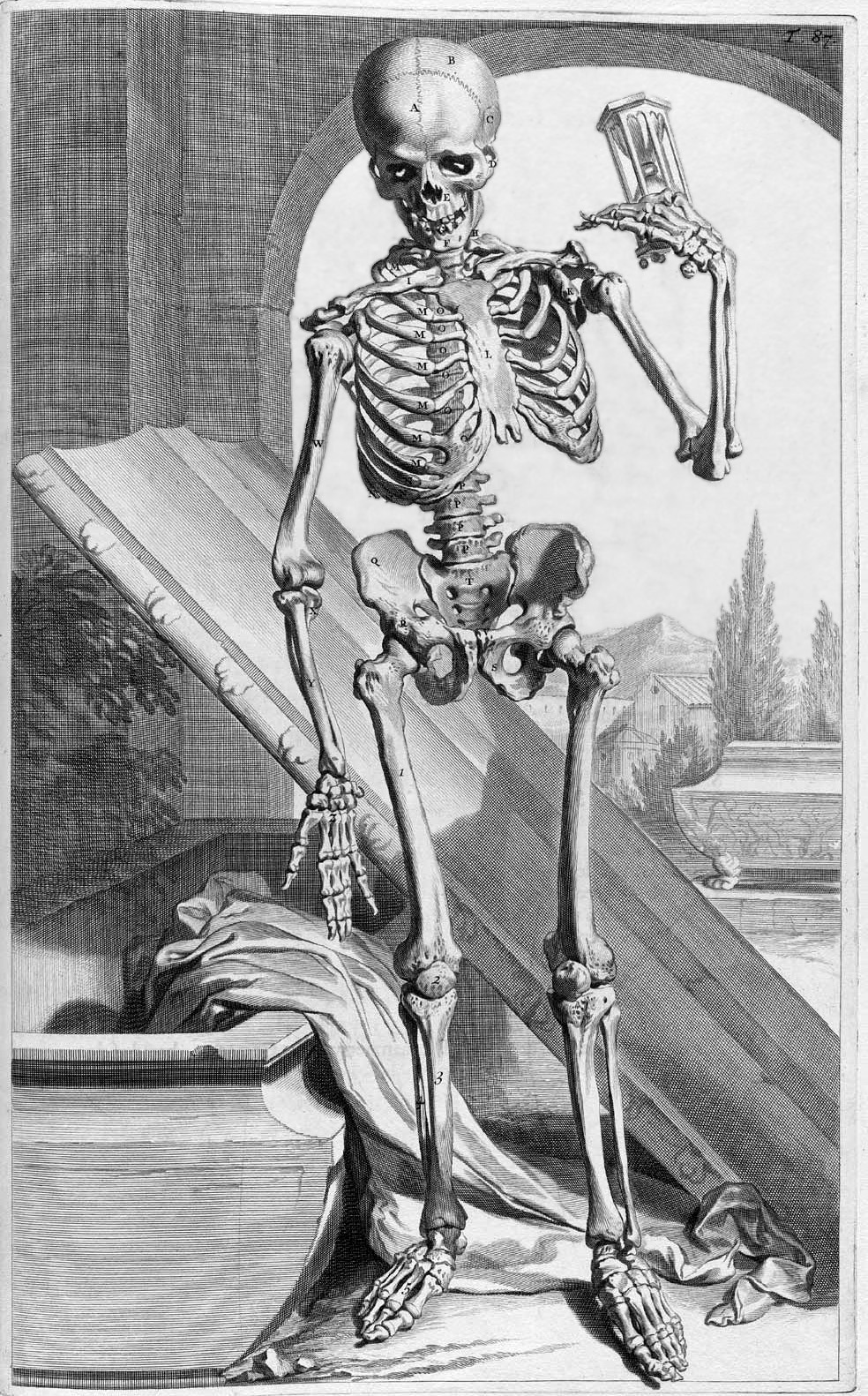
Illustration des menschlichen Skeletts
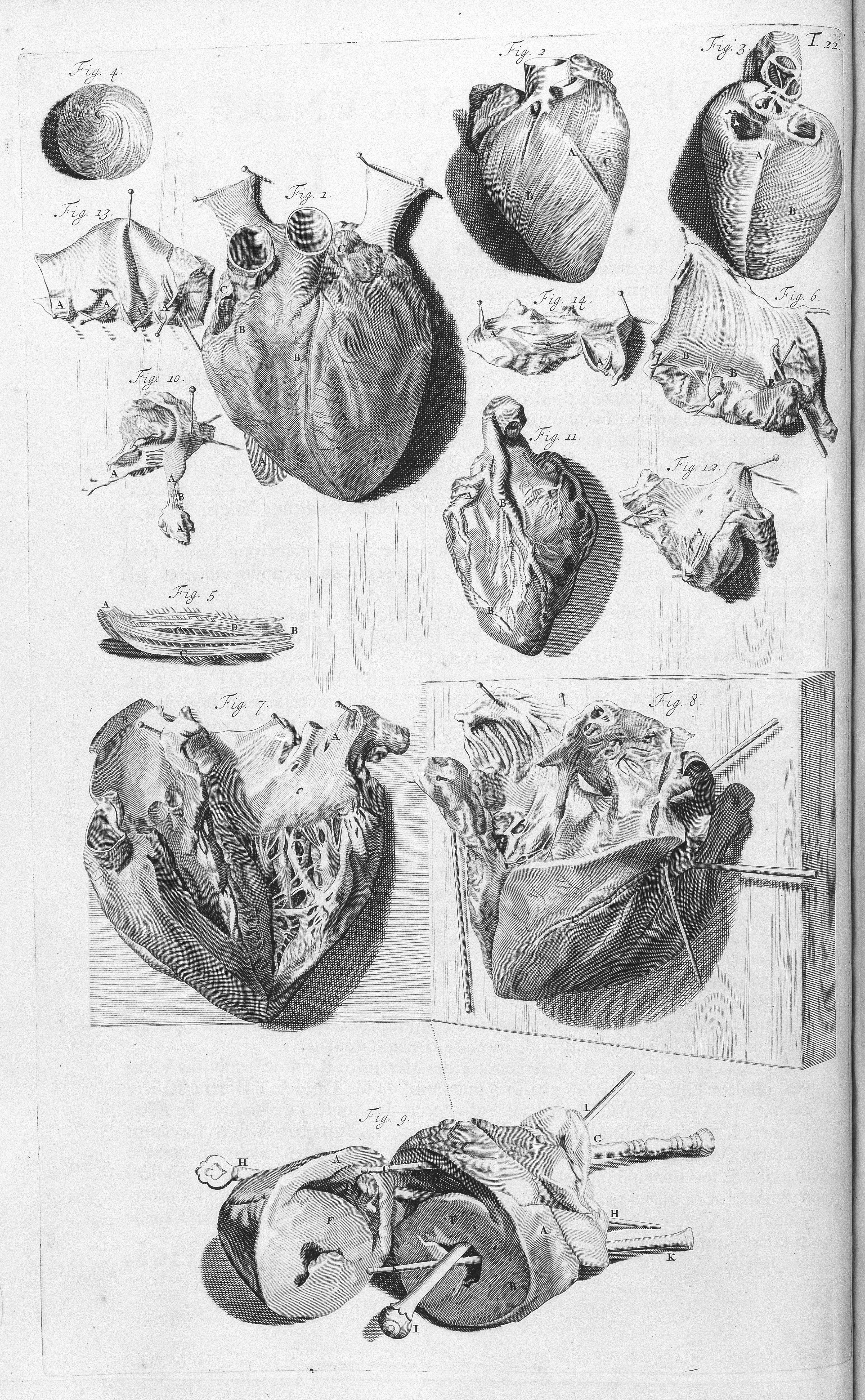
Herzdarstellung (1685)

Nebenbei war Bidloo auch ein produktiver und bekannter Dichter, Stückeschreiber und Librettist. Er verfasste unter anderem das Libretto zur ersten Oper in niederländischer Sprache – Ceres, Venus en Bacchus, 1686 vertont von Johan Schenck.
1688 wurde er Dozent für Anatomie in Den Haag und gab seine Tätigkeit als Stückeschreiber auf. 1690 wurde er zum Leiter des Nationalen Krankenhauswesens ernannt. Diese Position hatte er auch in England von 1692 an inne.
1692 erschien bei Arnout Leers in Den Haag ein mit zahlreichen doppelblattgroßen Kupfertafeln illustrierter Folioband mit dem Titel Relation Du Voyage De Sa Majesté Britannique En Hollande, Et de la Reception qui luy a été faite..., als dessen Autor Bidloo gilt. Er beschreibt eine Reise, die William III. von Oranien-Nassau, Statthalter der Niederlande und König von England, zwischen dem 31. Januar und April 1691 in den Niederlanden unternahm, sowie die Geschichte um die Schlacht am Boyne.
1694 wurde Bidloo Professor für Anatomie und Medizin an der Universität Leiden. Den Lehrstuhl behielt er bis zu seinem Tod. 1696 wurde er als Mitglied (Fellow) in die Royal Society aufgenommen. Seit 1699 war er korrespondierendes Mitglied der Académie des sciences. Einer seiner Schüler war sein Neffe Nicolaas Bidloo, der 1703 nach Russland ging und als Leibarzt von Peter dem Großen tätig war.
Von 1695 an war er auch der Leibarzt von Wilhelm III. 1702 starb der König nach einem schweren Reitunfall in seinen Armen.
1698 veröffentlichte der englische Anatom William Cowper seine Anatomy of the Humane Bodies, ein Werk, das ihm großen Ruhm einbrachte, aber zu großen Teilen ein Plagiat von Bidloos Atlas war. Cowper hatte jeden Hinweis auf die Miturheberschaft von Bidloo oder des Illustrators de Lairesse versäumt und stritt diese auch nach der Aufdeckung des Plagiats ab. Dies führte zu einem lang andauernden Skandal und zu einer erbitterten Auseinandersetzung zwischen Bidloo und Cowper, die sich mit diversen Pamphleten gegenseitig beschuldigten.
Bidloo starb, blind geworden und verarmt.